# Johann Sebastiani
Johann Sebastiani   (Weimar, 30 de setembre de 1622 - Königsberg, 1683) fou un compositor alemany del Barroc.
Sebastiani va néixer a Weimar. Es va convertir en Kantor a la catedral de Königsberg el 1661, i a la cort de Kapellmeister de 1663 a 1679. Va morir a Königsberg. Les seves obres inclouen peces i cançons sagrades i ocasionals; la més famosa és la seva Passió de Sant Mateu (abans de 1663, realitzada de nou el 1672). És el primer compositor que introdueix la coral en la passió oratòria. Dins la St Matthew Passion, Sebastiani inclou vuit melodies de corals diferents i presenta tretze versos corals. Aquesta obra és un desenvolupament de l'estil de Heinrich Schütz que inclou recitatives i àries però evita un idiomisme operístic dramàtic i marca una posició intermèdia entre Schütz i Bach com les de Johann Theile i Johann Valentin Meder. Dos violins acompanyen a Crist, que és baix; tres viols acompanyen Evangelista, que és un tenor, Judas, que és un alt, i els altres personatges. El 1672, Sebastiani es va casar i, des d'aquest moment, fins al final de la seva vida, es va preocupar sobretot de la publicació de les seves obres. El 1672, va publicar una col·lecció titulada Erster Theil Der Parnaß-Blumen, Oder Geist- und Weltliche Lieder.

## Enregistraments
- Matthäus-Passion 1672. Soprano Greta De Reyghere, contratenor Vincent Grégoire, tenors Stephan Van Dyck, Hervé Lamy, baix Max van Egmond, Ricercar Consort, dir. Philippe Pierlot. Ricercar Deutsche Barock-Kantaten Vol. XI 1996[3]